# Altındere (Fluss)
Der Altındere (türkisch für „Gold-Bach“) ist ein kleiner Fluss, nach dem der Altındere-Nationalpark (türkisch: Altındere Millî Parkı) benannt wurde. 
Der antike Name des Flusses lautet Pyxites und wurde schon in Quintus Curtius’ Geschichte von Alexander erwähnt. Ausführlich beschreibt Jakob Philipp Fallmerayer das Tal von der Mündung bei Trapezunt (heute Trabzon) bis zum Kloster Sumela in seiner Reisebeschreibung „Fragmente aus dem Orient“ von 1840. 
An dem Fluss und seinen Nebenarmen liegen die christlichen Klöster Sumela, Vazelon, Kaymaklı, Peristera und Kizlar.